# Alles min één
Alles min één is een nummer van de Nederlandse zanger Jeroen van der Boom uit 2009. Het is de eerste single van zijn vijfde studioalbum Verder.
"Alles min één" gaat over de eenzaamheid die de ik-figuur voelt zonder zijn geliefde. Het nummer leverde Van der Boom een bescheiden hitje op in Nederland, waar het de 25e positie bereikte in de Nederlandse Top 40.

## Tracklijst
Cd-single
1. "Alles min één" - 3:47
2. "Alles min één" (akoestische versie) - 3:42